# Liste des héritiers du trône d'Haïti
Pour les articles homonymes, voir Trône (homonymie).
 (octobre 2015).
 (mars 2015).
Si vous disposez d'ouvrages ou d'articles de référence ou si vous connaissez des sites web de qualité traitant du thème abordé ici, merci de compléter l'article en donnant les références utiles à sa vérifiabilité et en les liant à la section « Notes et références ».
 (mars 2015).
Améliorez-le ou discutez des points à vérifier. 
L'article dresse la liste des héritiers au trône d'Haïti, pour compléter l'Histoire d'Haïti du 19e siècle. Kénol Charles serait le descendant de la famille royale d’Haïti et serait le premier au trône s'il y avait une monarchie.

## Liste des héritiers du trône d'Haïti (1804-1859)
| Nom                        | Parenté avec le monarque | Nom du monarque ou du prétendant | Devient héritier                  | Cesse d'être héritier          | Durée    |
| -------------------------- | ------------------------ | -------------------------------- | --------------------------------- | ------------------------------ | -------- |
| Jacques Dessalines         | fils                     | Jacques Ier                      | 1804 avènement de son père        | 1806 chute de l'empire         | 1 an     |
| Victor-Henry Christophe    | fils                     | Henri Ier                        | 1811 avènement de son père        | 1820 son avènement (titulaire) | 9 ans    |
| Pierre Nord Alexis         | neveu                    | Henri II                         | 1820 son oncle devient prétendant | 1820 mort de son oncle         | 10 jours |
| Mainville-Joseph Soulouque | neveu                    | Faustin Ier                      | 1849 avènement de son oncle       | 1859 chute de l'empire         | 10 ans   |

## Liste des héritiers titulaires du trône d'Haïti (1859-1891)
| Nom                        | Parenté avec le prétendant | Nom du prétendant          | Devient héritier       | Cesse d'être héritier | Durée  |
| -------------------------- | -------------------------- | -------------------------- | ---------------------- | --------------------- | ------ |
| Mainville-Joseph Soulouque | neveu                      | Faustin Ier                | 1859 chute de l'empire | 1867 sa mort          | 8 ans  |
| Joseph Soulouque           | fils                       | Mainville-Joseph Soulouque | 1867 mort de son père  | 1891 sa mort          | 24 ans |